# Cornille
Pour les articles homonymes, voir Cornille (homonymie).
Vigna unguiculata subsp. unguiculata · dolique à œil noir, niébé, voème
Sous-espèce
Classification phylogénétique
La cornille, Vigna unguiculata subsp. unguiculata, est une sous-espèce de plantes à fleurs de la famille des Fabacées. Elle a pour autres noms vernaculaires voème ou niébé, nommé aussi dolique à œil noir, dolique de chine, kodry, pois à vache ou gesse à vache. Espèce annuelle, elle est très résistante à la sècheresse, consommée par l'homme pour son grain ; les animaux peuvent consommer la plante entière ou seulement ses fanes après récolte du grain. La cornille est originaire d’Afrique de l'Ouest, principalement consommée au Sahel, la plus importante région productrice de cornilles au monde,.

## Origine
Originaire d'Afrique de l'Ouest, connue dès 3000 av. J.-C. en Asie, probablement introduite en Amérique du Sud au XVIIe siècle par les Espagnols, la cornille ou niébé est aussi largement cultivée en Inde, dans le Sud des États-Unis, aux Caraïbes, au Brésil et en Europe du Sud.  Il en existe de nombreux cultivars. Sa culture a été privilégiée par les peuples éloignés des possibilités de pêche et de chasse, sans accès facile aux protéines animales.

## Usages
Une grande diversité d'usages liée à sa grande diversité de cultivars, très colorés, est remarquable pour le niébé ; Il est principalement cultivé selon pour son grain en sec ou vert, sa gousse, ou son feuillage. Les pédoncules floraux peuvent aussi servir pour un usage textile.

## Histoire et variétés
Le niébé fut probablement introduit en Europe vers 300 av. J.-C. et en Inde vers 200 av. J.-C. À la suite de sa sélection en Chine, en Inde et en Asie du Sud-Est, le niébé a connu une diversification qui a abouti à plusieurs groupes de cultivars ou cultigroupes. 

### Groupe Sesquipedalis
Vigna unguiculata subsp. sesquipedalis aux longues gousses charnues utilisées comme légume : dolique asperge ou haricot-kilomètre ;

### Groupe Biflora
Vigna unguiculata subsp. unguiculata cultivé pour ses gousses, ses graines sèches et son fourrage : niébé proprement dit, cornille ou dolique mongette.

### Groupe Melanophthalma
Cultivé pour ses graines à tégument fin et ridé qui a l'avantage culinaire d'être plus facile à retirer après une cuisson rapide. En contrepartie, le grain mûrit plus difficilement en milieu humide. 

### Groupe Textilis
Cultivé pour ses longs pédoncules floraux pouvant atteindre 1 mètre, pour un usage textile. Les pédoncules sont mis à rouir, comme on fait pour le lin ou le chanvre, afin d'en extraire les fibres pour la confection de cordelettes, de paniers, de ceintures et de papier. C'est le type le plus anciennement cultivé avant ceux à grains et ses productions entrent dans de nombreux rituels africains anciens.

### Groupe Unguiculata
Réunit les autres formes avec entre autres au Cameroun le niébé aphrodisiaque réservé aux chefs, aux notables ou aux sorciers.

## Noms vernaculaires

### Français
niébé, haricot à l’œil noir, pois yeux noirs, cornille, voème, haricot dolique, dolique mongette (à ne pas confondre avec la mogette, cultivars de Phaseolus vulgaris populaires comme haricots secs dans le centre-ouest de la France).

### Anglais
cowpea, black-eye bean, black-eye pea (pois à yeux noirs), China pea, marble pea.

### Portugais
caupi, feijão frade, feijão da China, feijão miúdo, feijão macundi, makunde.

### Swahili
mkunde.

### Malgache
Kodry, lojy, voanemba

## Caractéristiques

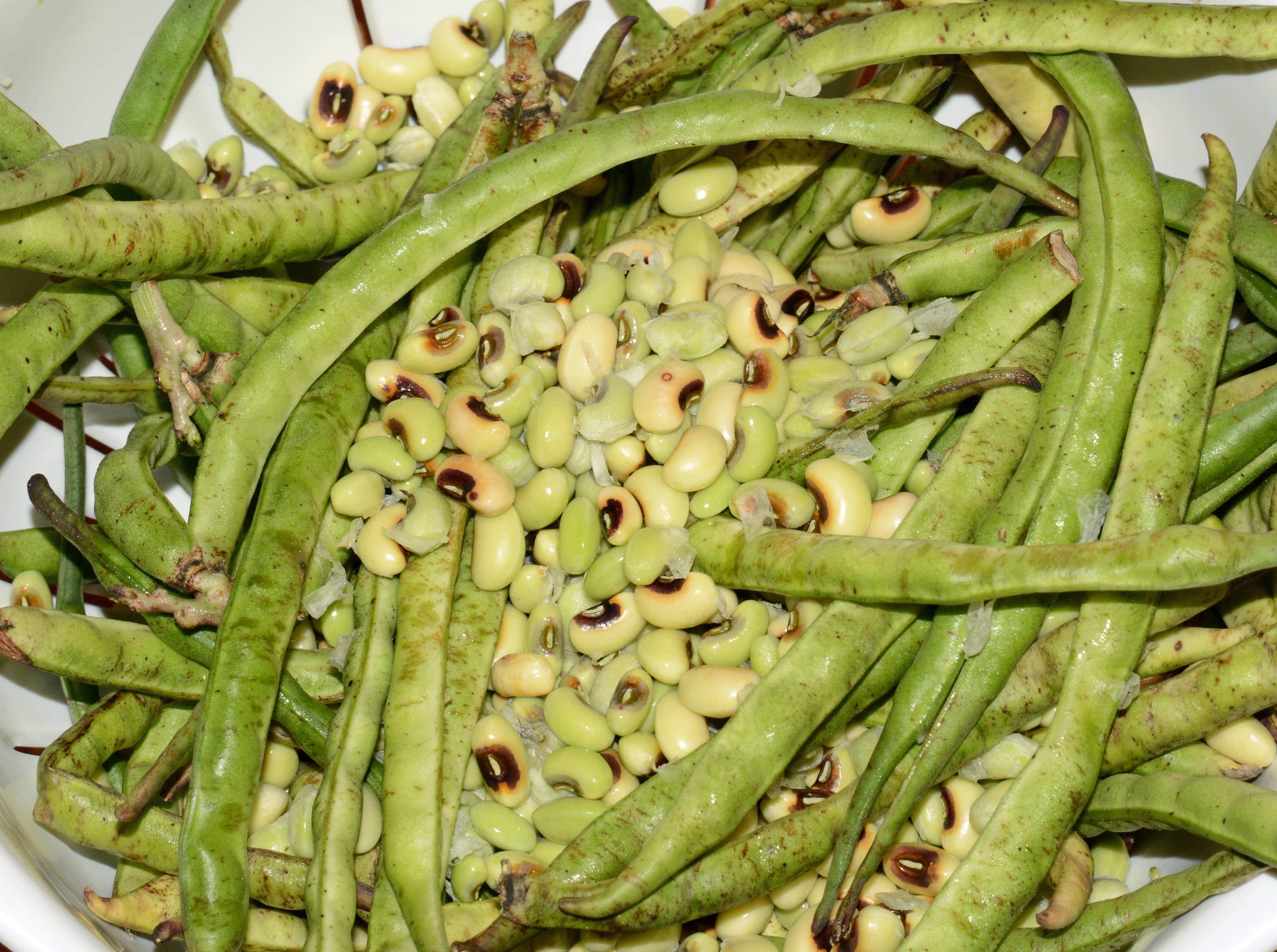
Gousses et grains.

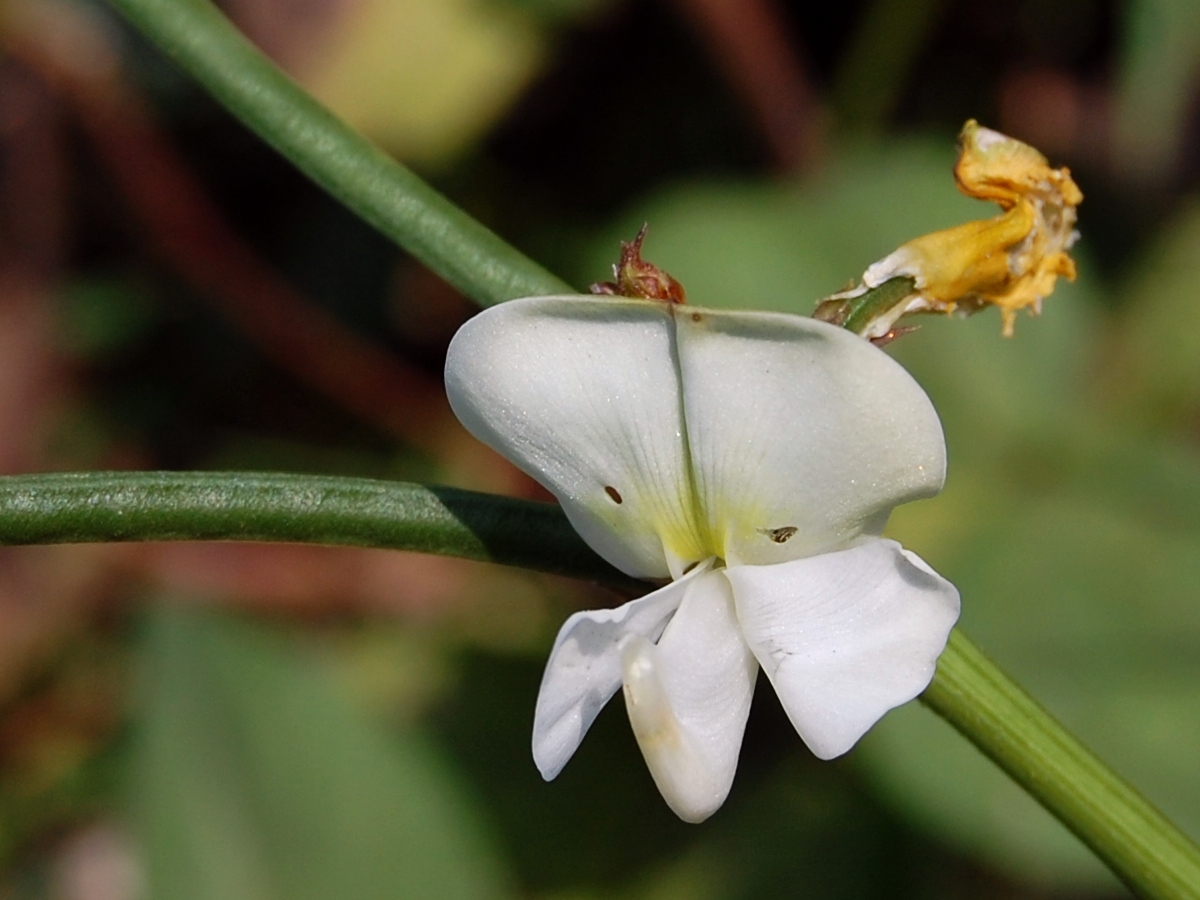
Fleur.

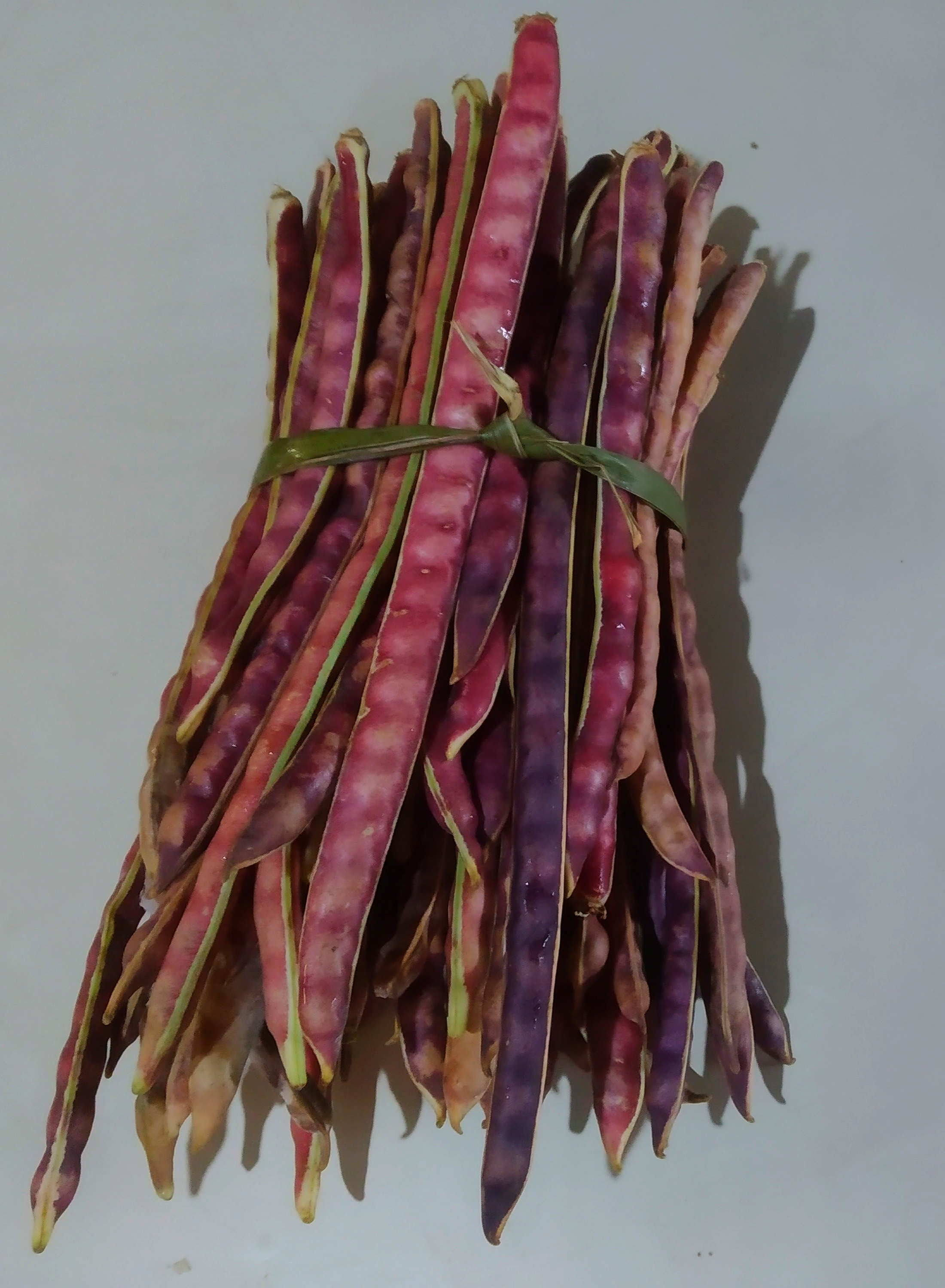
kodry

Le niébé ou cornille est une plante herbacée annuelle diploïde à 2n = 22 chromosomes, à port érigé, rampant ou intermédiaire atteignant 80 cm de haut. Sa graine est un haricot à graines de taille moyenne en forme de rognon.
Les inflorescences sont axillaires, non ramifiées et portant des fleurs. Chaque fleur est portée par un long pédoncule d'environ 2 cm. Elles sont de couleur blanche, bleutée ou violacée au petit matin, vite jaunies à midi, et flétries le soir. Le taux de fécondation croisée varie avec l'importance de l’activité des insectes. Il est compris entre 2 et 4 %. Il faut quand même noter que le niébé est une plante autogame préférentielle.
Les fleurs donnent des gousses de 10–30 cm de long, pendantes, dures et fermes, non renflées à l’état jeune, contenant de nombreuses graines non espacées.
Les feuilles se ramassent de façon traditionnelle dans les champs de niébé cultivé essentiellement pour les graines sèches, et appartiennent aux dix légumes-feuilles les plus prisés dans nombre de pays africains.
Le système racinaire est relativement pivotant et profond. Il peut descendre jusqu'à 1,2 m. Cependant, on trouve le plus grand nombre de racines entre 0,20 et 0,25 m de profondeur, avec un diamètre de 0,5 m autour de la tige.
Le niébé ou cornille a une saveur légèrement sucrée.
Son temps de cuisson est de 10 minutes frais ou réhydraté par une nuit de trempage, 40 minutes sec.

### Cultivars
Des cultivars spéciaux à port érigé ou à tiges prostrées à longues pousses tendres sont cultivés comme légume-feuilles et parfois aussi pour leurs grains immatures ou leurs jeunes gousses. L’utilisation des types à double fin (graines et feuilles) devient très courante dans certains pays, parce que les feuilles sont le principal légume au début de la saison des pluies.
Au Nigeria, on fait pousser des cultivars spéciaux pour leur fibre, extraite des pédoncules ; la fibre solide est particulièrement adaptée aux équipements de pêche et elle produit un papier de bonne qualité.
Le Programme de productivité agricole en Afrique de l’Ouest (PPAAO) de la Banque mondiale a soutenu la recherche agricole au service d’une agriculture climato-intelligente, contribuant à la mise au point de 14 nouvelles variétés de millet, de sorgho et de niébé à haut rendement, à maturation précoce et résistantes à la sécheresse.

## Culture
Le niébé doit être semé après que tout danger de gelée soit passé. Il a besoin d'un sol chaud et de températures supérieures à 15 degrés pour bien pousser. Les graines semées trop tôt pourrissent avant la germination. 
Le niébé est extrêmement tolérant à la sécheresse, il faut donc éviter les arrosages excessifs.
La culture est relativement exempte de parasites et de maladies excepté les insectes phytophages. Les nématodes cécidogènes peuvent poser un problème, surtout si les cultures ne subissent pas de rotation. Comme toute légumineuse fixant l'azote, la fertilisation peut exclure l'azote trois semaines après la germination. Pour la même raison, on peut associer le niébé à d'autres cultures (mil, sorgho, maïs, éleusine) pour les fertiliser.
La fleur produit abondamment du nectar et de grandes surfaces peuvent être une source de miel. Parce que la floraison attire une variété de pollinisateurs, l'application d'insecticides doit faire l'objet d'une attention particulière afin d'éviter tout problème.
Après avoir planté la graine, elle commence à pousser au bout de 2 à 5 jours. Une fois la taille définitive atteinte, les nouvelles graines se forment en 15 à 20 jours. Il faut encore atteindre 20 à 30 jours pour qu'elles mûrissent. Le cycle végétatif complet du niébé peut varier de 70 à 150 jours suivant les cultivars.
Les besoins en eau du niébé sont de 200 mm pour une production moyenne de l'ordre d'une tonne à l'hectare, équivalent à une pluviométrie de 300 a 350 mm.
Le bon stockage des récoltes est important. Il doit être hermétique pour protéger les grains des parasites et assurer ainsi une bonne conservation.

## Distribution et habitat
Le niébé est le légume sec le plus important des zones de savane d’Afrique occidentale et centrale, où il constitue aussi un important légume vert et une précieuse source de fourrage. Il est présent en zone subtropicale et méditerranéenne. En Afrique orientale et australe, il a également de l’importance aussi bien comme légume vert que comme légume sec. Il n’y a qu’en Afrique centrale humide qu’il est moins présent. Il est considéré comme une des solutions au réchauffement climatique en zone séchante.
Le niébé exige une saison chaude et des sols sains voire filtrants. Il tolère les sols pauvres, acides et la sécheresse. Il donne une récolte intéressante à partir de 300 mm de pluviométrie. Il se développe jusqu'à 1 500 m d'altitude en zone équatoriale. 

## Utilisation

### Alimentation humaine

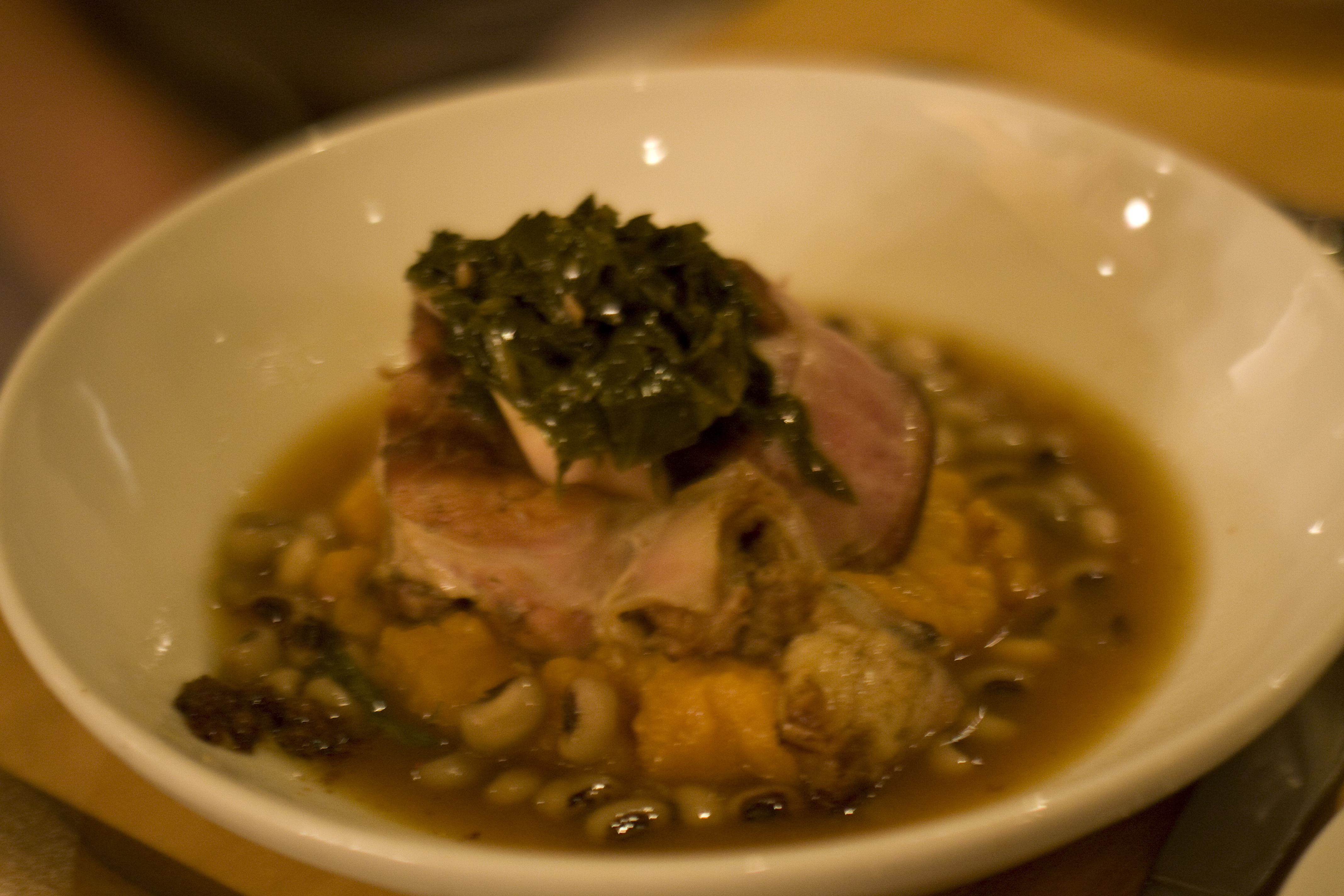
Jarret de porc aux patates douces et aux cornilles; Restaurant Cochon, La Nouvelle-Orléans, 2009

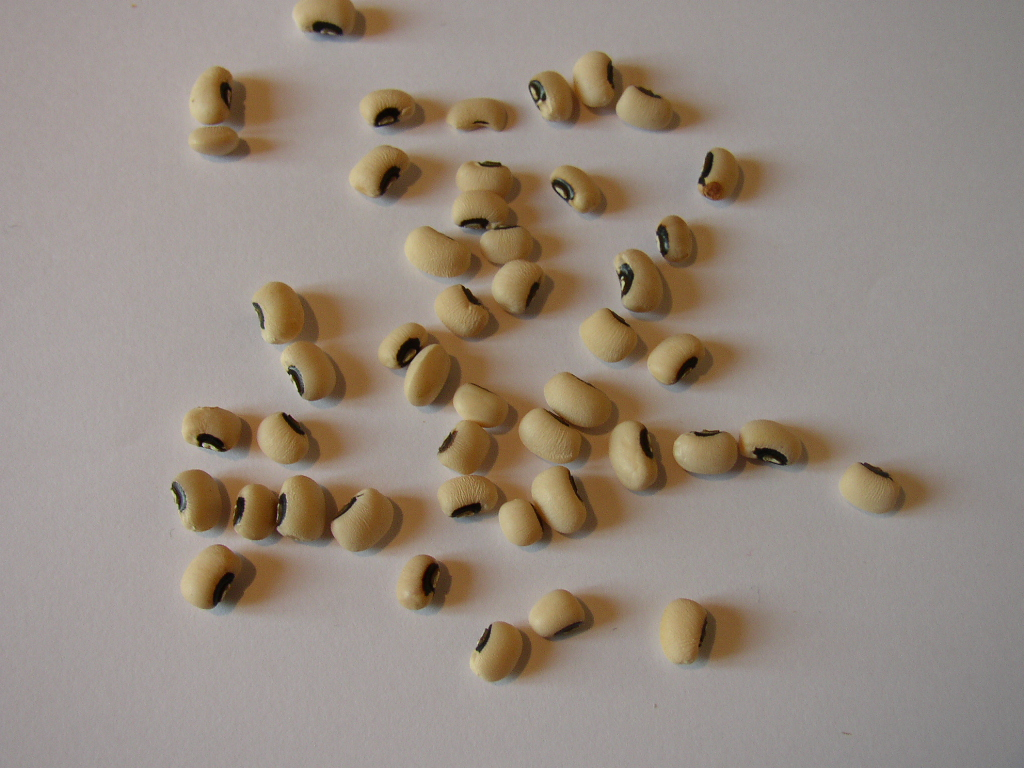
Fèves de cornille

Le niébé joue un rôle important dans l’alimentation humaine en raison de son apport important en protéines (plus du double de la plupart des céréales classiques), mais il apporte aussi beaucoup d’amidon, de l’acide folique très important chez les femmes enceintes pour la lutte contre la malformation du nouveau-né. La graine est également riche en fer, zinc ou calcium.
On fait cuire les graines mûres et on les consomme seules ou avec des légumes, des épices et souvent de l’huile de palme, pour produire une soupe de haricots épaisse, qui accompagne l’aliment de base (manioc, igname, banane plantain). Pour une meilleure digestion, on conseille de peler les graines.
Il est fréquemment utilisé dans le régime méditerranéen, notamment dans la cuisine chypriote et la cuisine portugaise, il se consomme chaud ou en salade.

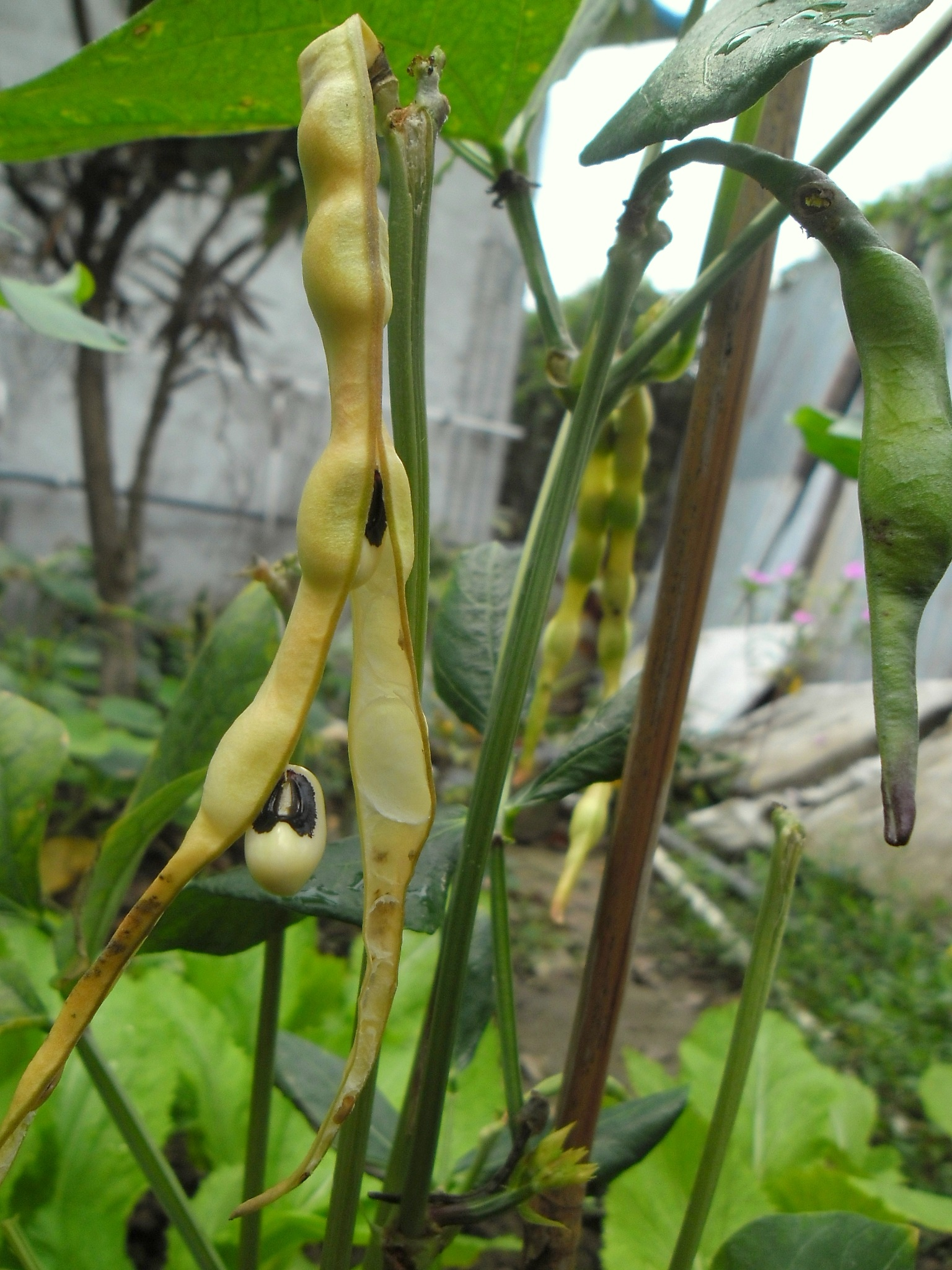
Gousses à différents stades sur la plante

Les graines sèches ont jadis été utilisées comme succédané du café.

### Fourrage et engrais vert
Le niébé sert de fourrage en Afrique de l’Ouest, en Asie (en Inde surtout) et en Australie ; soit les animaux le broutent directement, soit il est coupé au stade « gousses vertes » et mélangé à des céréales sèches destinées à l’alimentation du bétail. On peut en faire du foin mais le séchage est long. Il peut être cultivé en association avec du maïs, du millet ou du sorgho,. En cas de pénurie, il peut donner rapidement du fourrage : en feuilles à partir de 3-4 semaines après la levée. 
Aux États-Unis et ailleurs, le niébé se cultive comme engrais vert et plante de couverture.

### Usages médicinaux
Plusieurs usages médicinaux du niébé ont été signalés : les feuilles et les graines s’emploient en cataplasme pour traiter les enflures et les infections de la peau, les feuilles sont mâchées pour traiter les maladies dentaires, des graines carbonisées réduites en poudre sont appliquées sur les piqûres d’insectes.

## Production
D’après la FAO, en 2003, 3,3 millions de t/an étaient produites en Afrique subsaharienne sur 9,3 millions d’ha, principalement en Afrique de l’Ouest (3 millions de t/an sur 8,8 millions d’ha), les principaux pays producteurs étant le Nigeria (2,2 millions de t/an sur 5,1 millions d’ha) et le Niger (400 000 t/an sur 3,3 millions d’ha). 